# アルテアエンジニアリング
 Altair Engineeringは、エンジニアリング、コンピューティング、企業分析、製品設計、開発を支援するソフトウェアおよびコンサルティングサービスの会社。1985年にJim Scapa、George Christ、Mark Kistnerによって設立された。現在アメリカ合衆国、ミシガン州トロイに本社を置き、北南米、ヨーロッパ、アジアパシフィックの各地にオフィスを構えている。
Altair EngineeringはCAEソフトウェアHyperWorksの製造元である。
日本法人は、本社を東京都中央区京橋エドグランに置くアルテアエンジニアリング株式会社（1996年設立）。代表取締役社長は加園 栄一（かその えいいち）。

## 組織
Altair Engineeringは、HyperWorks（CAEトータルソリューション）、PBS Works（オンデマンドクラウドコンピューティング）、Business Analytics（情報分析ソリューション）、solidThinking（概念設計・デザインソリューション）、ProductDesign（製品開発コンサルティング）の5つの事業部で構成されている。

## 製品ライン

### HyperWorks
Altairが扱う主力製品HyperWorksに含まれるソフトウェア群は以下の通り。

#### モデリング＆ビジュアライゼーションソフトウェア
- HyperMesh - CAEモデリング
- SimLab - 3D FEMモデリング
- HyperView -総合ビジュアライゼーション
- HyperGraph -エンジニアリングデータ分析
- HyperCrash -衝突安全解析 モデリング
- MotionView -マルチボディダイナミクス モデリング
- Model Verification Director - モデル検証効率化
- Weld Certification - 溶接検証プロセス自動化
- Model Mesher Director - プリプロセッシング作業効率化
- Virtual Gauge Director - 相関化プロセスの効率化
- Automated Reporting Director - 企業レポートの定義、自動作成および公開

#### ソルバー・最適設計 ソフトウェア
- OptiStruct -構造最適化
- RADIOSS -構造・振動・衝撃シミュレーション
- AcuSolve -熱流体シミュレーション
- ultraFluidX - 外部空気力学シミュレーションのための超高速CFD
- nanoFluidX - 粒子法ベースの流体力学シミュレーション
- FEKO - 高周波電磁界ソルバー
- WinProp - 電波伝搬モデリング
- Flux - 電磁界 / 熱シミュレーション
- Multiscale Designer - 複合材料の材料特性算出
- ESAComp - 積層複合材の解析、設計検討
- HyperStudy -最適化・DOE ・ロバスト設計
- MotionSolve -マルチボディダイナミクスシミュレーション
- NVH Director - 車両の振動騒音対策
- Squeak and Rattle Director - 製品の異音や低級音を排除
- Virtual Wind Tunnel - 外部空気力学シミュレーション
- Geomechanics Director - メカニカルアースモデリング
- Weight Analytics - 重量と重心位置情報の管理
- Impact Simulation Director - 衝撃性能シミュレーション
- HyperXtrude -押し出し成形シミュレーション
- Flow Simulator - 流体、伝熱、燃焼の解析
- ElectroFlo - 熱解析

#### 設計者向けシミュレーションツール
Altairの設計者向けシミュレーションツール群solidThinkingには、以下の製品が含まれる。
- Altair Inspire - トポロジー最適化、構造解析、機構解析
- Inspire Cast - 鋳造シミュレーション
- Inspire Form - プレス成形シミュレーション
- Inspire Extrude Metal - 金属押出成形シミュレーション
- Inspire Extrude Polymer - 樹脂押出成形シミュレーション
- Altair Activate - シミュレーションおよびモデル開発ソリューション
- Altair Compose - 数式、スクリプト記述、データ解析、可視化
- Altair Embed - 組込みシステムのビジュアル環境
- Evolve - 3Dプロダクトデザイン&レンダリング
- FluxMotor - 電気モーター設計

#### Altairパートナーアライアンス
また、Altairパートナーアライアンスプログラムを利用することで、電磁波解析、疲労・耐久性解析、射出成形解析、材料モデル、流体解析などHyperWorksに含まれていないアプリケーションも、ソフトウェア開発会社とAltairとのパートナーシップによりHyperWorksと同じライセンスシステム（HWU）で利用することが可能。

### HPCクラウドコンピューティング
AltairのHPCクラウドコンピューティング製品群PBS Worksには、以下の製品が含まれる。
- PBS Professional –ワークロード管理およびジョブスケジューラ
- Altair Accelerator - 高速ジョブスケジューラー
- Altair Accelerator Plus
- Altair Access - エンジニアと研究者のためのポータル
- Altair Control - HPCリソースの管理、最適化、将来の使用状況予測
- Altair FlowTracer - ミッションクリティカルな依存関係管理
- Altair Hero - ハードウェアエミュレーションジョブスケジューラー
- Altair Monitor - ソフトウェアライセンスのリアルタイム管理・監視
- Altair SAO - ソフトウェア資産最適化

### デジタルツイン
Altairのデジタルツイン製品群SmartWorksには、以下の製品が含まれる。
- SmartCore
- SmartEdge
- SmartSight

### Altairの子会社
- TOGGLED – LED照明

### Altairが所有する会社
- solidThinking - 概念設計・デザインソリューション
- Business Analytics – 企業情報分析ソリューション
- Altair ProductDesign – 製品開発コンサルティング
- Solid Iris Technologies - 3Dレンダリングソリューション

## 沿革
- 1985年	Altair Engineering Inc. 創設（米国ミシガン州）
- 1990年	HyperMeshリリース
- 1994年	OptiStructがIndustry weekの"Technology of the Year"を受賞
- 1996年	アルテアエンジニアリング株式会社（日本支社）設立
- 1997年	HyperShape/Pro、HyperForm、HyperGraphリリース
- 1998年	HyperWorksリリース
- 2002年	PBS Pro 販売サポート開始
- 2006年	Mecalog GroupおよびRADIOSSテクノロジーを買収
- 2007年	Hicareの支配株式を取得
ビジネスインテリジェンスソフトウェアHiQubeを発表
- 2008年	次世代照明技術研究開発会社ilumisys Inc.を設立
HyperWorks Enabledパートナープログラム開始
3DデザインソフトウェアsolidThinkingを買収
- 2010年	SimLabを買収
- 2011年	CFDソルバーAcuSolveのAcuSimを買収
- 2012年	American Business Awardsの年間最優秀コンピュータソフトウェア企業賞Gold Stevie® Award（金賞）を獲得[2]。
- 2014年	EM Software & Systems – S.A.（EMSS）を買収
Visual Solutions, Inc.社を買収
- 2015年	Multiscale Design Systems社を買収
Click2Cast社を買収